# Dysschema flora
Dysschema flora är en fjärilsart som beskrevs av Butler 1873. Dysschema flora ingår i släktet Dysschema och familjen björnspinnare. Inga underarter finns listade i Catalogue of Life.